# Valle d'Aosta Fromadzo
Il Vallée d'Aoste Fromadzo o Valle d'Aosta Fromadzo (pron. frp. AFI: [fʁɔmadzo]) è un formaggio italiano a Denominazione di origine protetta (DOP).

## Nome
Il termine fromadzo indica il formaggio in patois valdostano.

## Storia
Nel 1902 venne definito “fromage maigre et fromage commun”, ossia in francese, formaggio magro e ordinario.

## Produzione
È prodotto con latte di vacca proveniente da almeno due mungiture, eventualmente addizionato con percentuali minime di latte caprino, derivato da allevamenti ubicati nella Valle d'Aosta e ottenuto nel rispetto di apposite prescrizioni relative all'allevamento e al processo di ottenimento, in quanto rispondenti allo standard produttivo seguente che individua due distinte tipologie:
a) l'alimentazione delle bovine da cui deriva il latte deve essere costituita prevalentemente da foraggi locali freschi o affienati;
b) per il formaggio di tipologia semi-grassa il latte viene rilasciato riposare in relazione alle condizioni ambientali per un periodo variabile da 12 a 24 ore. Per il formaggio di tipologia a basso contenuto di grasso il latte viene lasciato riposare, sempre in relazione alle condizioni ambientali, per un periodo variabile da 24 a 36 ore. Il latte deve essere quindi coagulato ad una temperatura di 34-36 °C sfruttando lo sviluppo spontaneo della microflora casearia con l'eventuale inoculo di fermenti lattici naturali ed autoctoni della zona di produzione;
c) la coagulazione è ottenuta con l'uso di caglio naturale. Segue la rottura della cagliata con innalzamento della temperatura fino a un massimo di 45 °C. La massa caseosa collocata in fuscelle, localmente chiamate "féitchie", può essere sottoposta ad una leggera pressatura cui segue il rivoltamento effettuato 3-4 volte nelle 24 ore. La salatura si attua a secco o in salamoia; la salatura a secco avviene inizialmente a giorni alterni per diradarsi progressivamente nel tempo in un periodo complessivo di 20-30 giorni. La pulitura della forma si effettua per mezzo di un panno imbevuto in una soluzione di acqua e sale. La maturazione avviene in locali appositi ad una temperatura di 8-14 °C e con umidità relativa non inferiore al 60%. Il periodo di stagionatura varia da un minimo di 60 giorni fino ad un massimo di 8-10 mesi; il prodotto a breve stagionatura è utilizzato da tavola mentre quello a prolungata stagionatura viene talora consumato previo grattugiamento. Il formaggio può essere aromatizzato mediante l'aggiunta nella lavorazione di semi o parti di piante aromatiche;

## Zone di produzione
La zona di produzione comprende l'intera Regione autonoma della Valle d'Aosta.

## Caratteristiche[4][5]
Il Fromadzo è prodotto con latte di vacca delle razze Valdostana Pezzata Rossa e Valdostana Pezzata Nera e a volte è aggiunto una piccola percentuale di latte di capra. Ha un sapore caratteristico fragrante e semi dolce se fresco e leggermente sapido e quasi piccante se stagionato. Inoltre può essere aromatizzato con bacche di ginepro, semi di cumino o di finocchio selvatico. Il peso può variare da 1 a 7 chili e la stagionatura da 2 a 14 mesi. La materia grassa presente può essere da un minimo del meno del 20% a un massimo del 35%.